# Vuelo 904 de Whyalla Airlines
El Vuelo 904 de Whyalla Airlines fue un vuelo regional regular, operado por una Piper PA-31 Navajo que se estrelló mientras intentaba realizar un amerizaje en el Golfo Spencer, Australia del Sur tras sufrir el fallo de ambos motores en la tarde del 31 de mayo de 2000. Las ocho personas a bordo de la aeronave fallecieron como resultado del accidente. Los hallazgos de la investigación posterior llevada a cabo por la Oficina Australiana de Seguridad en el Transporte destacaron los procedimientos operativos de la aerolínea como factor clave conducente al accidente si bien fueron más tarde anulados como pruebas físicas en la investigación judicial relativa a la muerte de los que viajaban a bordo. Las implicaciones de seguridad relativas al accidente fueron sujetas a revisión por parte del fabricante del motor, Textron Lycoming, que vio como cerca de mil aeronaves fueron dejadas en tierra en todo el mundo mientras se subsanaban los defectos, lo que tuvo un coste estimado de 66 millones de dólares australianos. El regulador aeronáutico de Australia, la Dirección de Seguridad de Aviación Civil también obligó a llevar chalecos salvavidas en todas las aeronaves que tuvieran que operar sobre masas de agua tras el accidente.

## Accidente

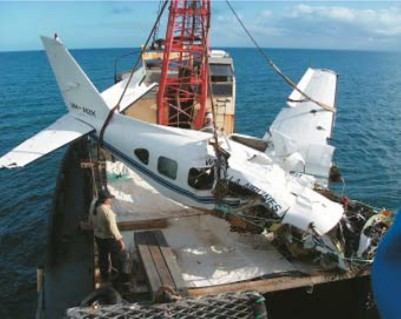
Piper PA-31 Navajo después del intento de amerizaje fallido

El vuelo 904 partió del aeropuerto internacional de Adelaida a las 18:23 y ascendió hasta una altitud de 6000 pies (1828,8 m) antes de efectuar un viraje que les puso directamente en rumbo a Whyalla. Gran parte de la ruta fue efectuada sobre las aguas del golfo St Vincent y el golfo Spencer en total oscuridad, con un pequeño tramo que sobrevolaba la península de Yorke. Aproximadamente 30 minutos más tarde el piloto notificó al control de tráfico aéreo de Adelaida que se encontraban descendiendo hacia Whyalla. A las 19:01, el piloto efectuó una llamada de emergencia, advirtiendo de que ambos motores habían fallado y que tenía intención de amerizar si no fuese capaz de alcanzar su destino. Se mantuvo contacto con el vuelo 904 durante otros tres minutos, hasta un punto a unas 15 millas náuticas (28 km) de Whyalla. Poco después de la última transmisión de la aeronave, la tripulación de otro vuelo cercano detectó una señal de un Transmisor de Ubicación de Emergencia que fue perceptible durante diez a veinte segundos.
La operación de búsqueda y rescate recuperó dos cuerpos y restos del agua a la mañana siguiente. El 6 de junio, cinco cuerpos más fueron recuperados de los restos principales por parte de los buceadores de la policía que estaban situados sobre el fondo marino. La octava víctima nunca fue localizada. El accidente fue el primer amerizaje registrado por un Piper Navajo en Australia,y el accidente con mayor número de fallecidos en el que estuviera envuelta una aerolínea regular desde 1980.

## Consecuencias e investigación de la ATSB
Los restos principales del Piper Navajo fueron extraídos del fondo marino el 9 de junio y se descubrió que estaban relativamente intactos. Durante la investigación, el regulador aeronáutico CASA dejó en tierra a la pequeña aerolínea como parte de una auditoría separada relativa a sus operaciones, tras recibir quejas de que la aerolínea obligaba a los pilotos a trabajar pese a estar demasiado cansados o bien enfrentarse al despido, así como refiriéndose falsificaciones en las horas de vuelo. Estas quejas fueron reiteradamente negadas por la directiva de la compañía quienes afirmaban que mantenían una buena política de seguridad. La paralización de su flota supuso la dimisión de los pilotos de la aerolínea y la cancelación de los vuelos a la aislada península de Eyre. La compañía se había enfrentado a otra investigación por parte del regular tras un aterrizaje de emergencia en 1997 cuando unos de sus aparatos se quedó corto de combustible. Una auditoría reveló 119 infracciones y el jefe de pilotos perdió la confianza de la compañía. Sin embargo, la aerolínea fue capaz de convencer al regulador y se le permitió seguir operando. El 21 de abril de 2000, apenas unas semanas antes del accidente el jefe de pilotos original fue autorizado por CASA y reinstalado en su puesto, después de que su sustituto dimitiese envuelto en dudas sobre su gestión de la compañía y de la cultura de seguridad. También fue revelado que el avión accidentado había sufrido otro fallo de motor en enero de 2000 mientras fue operado por el mismo piloto. El motor había sido cambiado tras el incidente.
El informe de la ATSB del accidente fue publicado en diciembre de 2001. El documento de 150 páginas incluía nueve recomendaciones de seguridad distintas, centrándose en la aparente relación entre la mezcla de combustible de Whyalla Airlines y los depósitos de sustancias que se acumulaban en el interior de pistones y cilindros que afectaban a la fiabilidad del motor. También se efectuaron recomendaciones relativas al equipamiento de seguridad y supervivencia que se llevaba a bordo en pequeñas aeronaves que efectúan vuelos comerciales. El informe mostró que primero el motor izquierdo de la aeronave sufrió un fallo catastrófico después de que el cigüeñal fallara como resultado de la rotura por fatiga. Esto sugería que las acciones del piloto de continuar hacia Whyalla mientras incrementaba la potencia del motor derecho habían contribuido a que este también fallara como resultado de un manejo incorrecto y una sobrecarga debido a las medidas implementadas. El informe no indicaba una causa probable del accidente.
Los hallazgos del informe fueron cuestionados por gran parte de la industria aeronáutica, en particular en lo relativo al énfasis en los depósitos de oxibromuro de plomo que se habían formado como resultado de la actuación de los motores a altas temperaturas debido a las políticas de ahorro de combustible de la compañía. El informe atribuía estos depósitos ser la causa de la detonación de la cabeza de cilindro que causó un agujero en el motor derecho, aunque la validez de estos hallazgos fue duramente criticada en el personal externo a la oficina de investigaciones. Los miembros estadounidenses de la investigación se unieron a la controversia. John Deakin, un piloto ampliamente experimentado y escritor para la página estadounidense de noticias aeronáuticas AVweb incrementó las dudas. Deakin apuntó que un mes después de que el informe fuese publicado, el fabricante del motor Textron Lycoming había notificado a los operadores del mismo modelo que el que presentaba el vuelo 904 a una retirada de los cigüeñales para valorar sus defectos, proporcionando una serie de escenarios plausibles que llevarían a un fallo de motor que fueron obviados por la investigación. Con una falta de evidencias que corroborasen los demás hallazgos más allá de la investigación de la propia ATSB, Deakin calificó los descubrimientos como "ciencia basura". El editor de la revista Flying, Richard Collins, se mostró por el contrario en desacuerdo, describiendo el informe como "el informe más completo de un accidente en el que se había producido un fallo mecánico en un avión de pistón" que había visto jamás.

## Investigación forense y segundo informe
Se inició una investigación judicial relativa a las víctimas del accidente y a la adecuación de la investigación de la ATSB en julio de 2002. El juez de instrucción de Australia del Sur, Wayne Chivell, entregó sus hallazgos el 24 de julio de 2003, exonerando al piloto al anular las conclusiones de la ATSB. La conducta de la ATSB durante la instrucción fue descrita por el juzgado como "poco colaborativa y a la defensiva" tras revisar las pruebas científicas que contradecían el informe, que indicaba que el fallo inicial había tenido lugar en uno de los cilindros del motor derecho como resultado de un sobrecalentamiento  que pudo haberse visto exacerbado por la presencia de depósitos de oxibromuro de plomo. El motor sin embargo pudo haber continuado operando aunque con una potencia reducida, afectando a la decisión del piloto de continuar hacia Whyalla. El juez descubrió que el fallo del motor izquierdo se debió a un defecto metalúrgico, presente en el cigüeñal roto desde su fabricación, si bien los fallos fueron independientes el uno del otro. La investigación fue muy crítica con la ATSB por no haber tenido en consideración los hasta quince fallos de motor similares que habían llevado a Textron Lycoming ha solicitar la puesta en tierra, incluyendo los dos que habían tenido lugar en Australia tras el accidente. JPocos días antes de que el informe fuese publicado en diciembre de, la oficina de investigación fue notificada de un incidente en el que se había visto envuelto una Piper Chieftain de Sharp Airlines que había sufrido una rotura de cigüeñal en uno de sus motores.
Chivell también acusó a la ATSB de descartar la posibilidad de que los motores del vuelo 904 pudieran haber fallado de un modo independiente simplemente porque sería extremadamente improbable, y que la investigación original presentaba abundantes defectos de forma por el simple hecho de intentar que la evidencia disponible encajase con una teoría, en lugar de explorar todas las posibilidades y describió la actitud de la oficina de investigación como arrogante.
En respuesta a los hallazgos del juez de instrucción, la ATSB se comprometió a mejorar la forma en que interactuaba con los jueces estatales durante las investigaciones de seguridad, desarrollando un memorando de entendimiento para participar y aclarar los aspectos de la investigación que la oficina considere dentro de su alcance y alentando a los jueces a compartir información y servir de enlace con la oficina sobre los asuntos que creían debían ser incluidos en los informes e investigaciones de accidentes. Sin embargo argumentó que no era labor de la ATSB determinar la culpabilidad en un accidente, ya que la investigación judicial incluía contó con expertos incluyendo representantes de una firma estadounidense que actuaba por mediación de los familiares de las víctimas en un litigio civil que buscaba defectos de fabricación del fabricante de motores Textron Lycoming. Se abrió una investigación adicional del accidente en noviembre de 2002 para tomar en consideración las nuevas evidencias tras la investigación judicial. El segundo informe fue publicado en octubre de 2003, incluyendo los hallazgos judiciales, pero manteniendo que la secuencia de eventos y los factores que contribuyeron al accidente discutidos en el informe original continuaban siendo la explicación más plausible del accidente.

## Legado y acciones de seguridad
Como resultado de la investigación del accidente del vuelo 904 de Whyalla Airlines, la Dirección de Seguridad de Aviación Civil aceptó e implementó varias de las recomendaciones efectuadas tanto por la ATSB como por el juzgado de Australia del Sur. Entre estas se incluían que desde el momento del accidente todo vuelo que surcase el mar sobre territorio australiano con pasajeros a bordo debía portar chalecos salvavidas. Anteriormente, esto sólo fue obligatorio en aeronaves que transportasen más de nueve pasajeros. Las revisiones posteriores tras ver las conclusiones del accidente fueron más allá, requiriendo radiobalizas de emergencia, bengalas y provisiones en esta clase de vuelos. La investigación también llevó a CASA a tomar medidas para advertir a pilotos y operadores de aeronaves con motores de pistón de alto rendimiento sobre los peligros potenciales de hacer funcionar los motores con una mezcla más pobre que la óptima.